# Dossa ben Saadia
Pour les articles homonymes, voir Dossa (homonymie).
Dossa ben Saadia (hébreu דוסא בן סעדיה) est un rabbin des Xe et XIe siècles. Né en Égypte, il est l'un des derniers gueonim (directeurs académiques) de Soura

## Éléments biographiques
Fils de Saadia Gaon, qui l'avait nommé ainsi en mémoire d'un ancêtre supposé de la famille, Rabbi Hanina ben Dossa, il demeure en Égypte avec sa famille lorsque Saadia part étudier en terre d'Israël, mais ils le rejoignent plus tard, à un moment indéterminé.
Dossa est, comme son père versé dans le Talmud et la philosophie, mais ne lui succède pas à sa mort. Juda Almadari indique cependant qu'il a été lui aussi directeur d'une académie talmudique. Il a été démontré ensuite que Dossa a officié à Soura de 1013 à 1017, soit 77 ans après la mort de son père.

## Œuvre
Un responsum de lui a été préservé.
Selon Abraham ibn Dawd, il aurait eu une relation épistolaire avec le nassi Ḥasdaï ibn Shaprut d'Espagne, à la demande duquel il aurait transmis une biographie de Saadia ; dans un glossaire au Guide des égarés de Maïmonide, Dossa est compté parmi les philosophes ayant combattu la conception grecque de l'éternité de l'univers.
Certains savants pensent que Dossa pourrait être identique à David ben Saadia, auteur d'un ouvrage sur le Talmud en arabe qui se consacre à réfuter plusieurs décisions figurant dans les Halakhot Guedolot de Siméon Kayyara, et qui contient une référence à un autre ouvrage en arabe de David sur la prise de vœux et serments.
Dossa est également, avec son frère Sheerit Alouf, l'auteur d'un fihrist (inventaire) des travaux de Saadia

## Note
1. ↑  commentaire sur Alfassi
2. ↑  Jüdisches Lexikon, Ein enzyklopädisches Handbuch des jüdischen Wissens, Georg Herlitz, Bruno Kirschner et Ismar Elbogen, page 5
3. ↑  cité dans le Shiṭṭah Meḳoubbeẓet de Betzalel Ashkenazi sur B.M. 104b
4. ↑  Jacob Mann, A fihrist of Sa'adya's works, The Jewish Quarterly Review new series 11 (1921) 423-428.